# ماواشویچه
ماواشویچه (به لاتین: Małaszewicze) یک روستا در لهستان است که در گمینا ترسپول واقع شده‌است. ماواشویچه ۴٬۰۰۰ نفر جمعیت دارد.